# Aaron Lennon
Aaron Justin Lennon (Leeds, 16 aprile 1987) è un ex calciatore inglese, di ruolo centrocampista o ala.

## Caratteristiche tecniche
Lennon gioca nel ruolo di ala destra e si distingue per la notevole velocità e per lo scatto fulmineo, caratteristiche dovute anche alla sua modesta statura. Con i suoi 165 centimetri, nel 2008 è risultato essere il giocatore più basso della Premier League e nel 2010 il giocatore più basso del Mondiale (a pari merito con José Francisco Torres). Nel suo bagaglio tecnico rientrano l'ottimo controllo di palla, l'abilità nell'effettuare cross, e la notevole capacità di saltare l'uomo in dribbling. È invece meno consistente in fase realizzativa.

## Carriera

### Club

#### Leeds United
Nato a Chapeltown, sobborgo di Leeds, Lennon iniziò la sua carriera calcistica nel Leeds United, giocando nelle giovanili e nella squadra riserve del club. Nella stagione 2002-2003 segnò anche una tripletta in FA Youth Cup. Durante la militanza nel Leeds divenne il più giovane calciatore di sempre a giocare in Premier League all'età di 16 anni e 129 giorni (il 23 agosto 2003 a White Hart Lane contro il Tottenham Hotspur). Nel 2001 stabilì un altro record quando divenne il più giovane calciatore ad essere sponsorizzato dalla Adidas, all'età di soli 14 anni. Lennon segnò il suo primo (e unico) gol con la maglia dei Peacocks il 26 dicembre 2004 contro il Sunderland (vittoria 2-3) quando la squadra già militava in seconda divisione inglese.
Lennon fino a quel punto era stato prevalentemente un sostituto che partiva dalla panchina, ma divenne titolare fisso quando John Oster venne ceduto. Da quel momento e fino al termine della stagione, sotto la gestione di Kevin Blackwell, Lennon si rese autore di una serie di buone prestazioni che gli valsero il premio di Young player of the year scelto dai tifosi del Leeds United. Tra il 2003 e il 2005 ha totalizzato con questa maglia 43 presenze (tutte le competizioni comprese) ed una rete, già citata.

#### Tottenham Hotspur

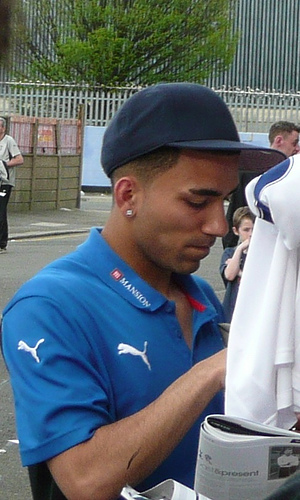
Aaron Lennon al Tottenham mentre firma autografi nel 2008.

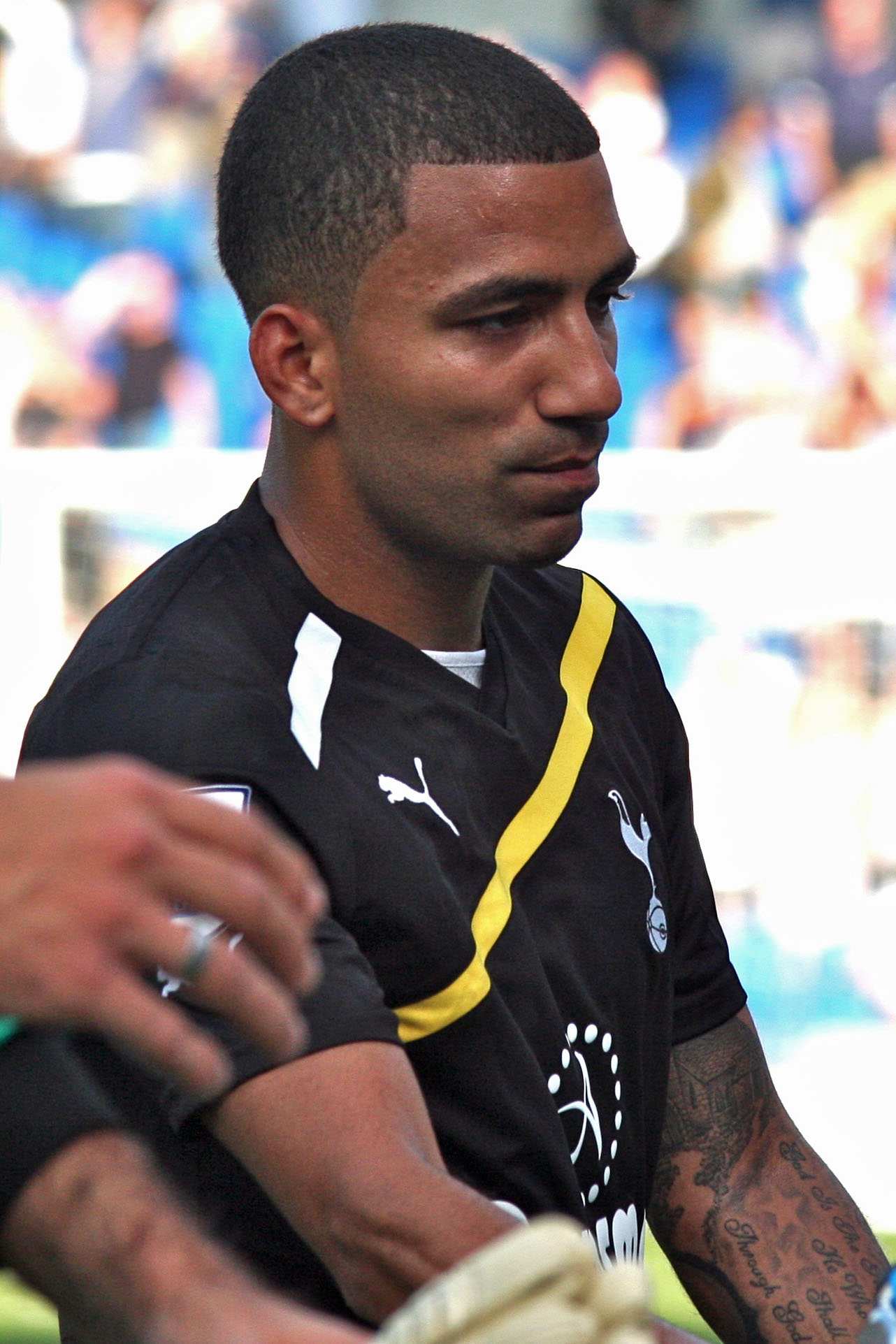
Lennon con la maglia del Tottenham nel 2011.

Lennon si trasferì al Tottenham Hotspur nel giugno 2005 per la cifra di 1 milione di sterline, anche a causa della grave situazione economica in cui versava la sua ex squadra. Il suo debutto con la maglia degli Spurs risale ad un paio di mesi dopo, precisamente al 27 agosto, contro il Chelsea a White Hart Lane (sconfitta 0-2). Teatro della prima rete di Lennon fu invece il St Andrew's, stadio nel quale il 18 marzo 2006 andò a segno contro il Birmingham City (vittoria 2-0). Le sue prestazioni convincenti gli valsero la nomination per il premio "PFA Young Player of the Year" sia nella stagione 2005-2006 che nella stagione 2006-2007 ma la scelta finale ricadde rispettivamente su Wayne Rooney e Cristiano Ronaldo. Nel gennaio 2007 firmò un prolungamento della durata di cinque anni e mezzo che poneva la scadenza nel 2012. Durante la stagione 2006-2007
Lennon esordì nelle coppe europee, precisamente il 19 ottobre 2006 contro il Beşiktaş (vittoria 2-0). Nella stessa edizione della competizione Lennon realizzò il suo primo gol nelle coppe europee, il 12 aprile 2007 nel ritorno dei quarti di finale contro il Siviglia (2-2), partita che decretò l'eliminazione degli Spurs dal torneo. Nella stessa stagione è da segnalare il battesimo del gol anche in FA Cup, datato 17 gennaio 2007 contro il Cardiff City (quarto turno; 4-0). Il 22 gennaio 2008 (durante la stagione 2007-2008) Lennon segnò il suo primo gol in League Cup, nella semifinale di ritorno vinta 5-1 sui rivali dell'Arsenal. Il 24 febbraio dello stesso anno disputò da titolare la finale della competizione contro il Chelsea che vide il Tottenham vincere 2-1 e Lennon fregiarsi del primo trofeo. Accostato alle maglie di Liverpool e Real Madrid, nel marzo 2009 prolungò nuovamente il suo contratto con gli Spurs (scadenza nel 2014). Al termine della stagione 2008-2009 rientrò per la terza volta tra i papabili vincitori del "PFA Young Player of the Year", poi assegnato a Young.
Il 28 dicembre 2009 rimediò un infortunio all'inguine che trattenne fuori dal campo per buona parte della stagione 2009-2010 e che mise in dubbio la presenza al Mondiale 2010. Il rientro avvenuto nel mese di aprile 2010 scongiurò comunque quest'ultima ipotesi. Il 28 novembre 2010, segnò il gol decisivo nelle fasi finali in una vittoria per 2-1 contro il Liverpool al White Hart Lane raccogliendo un lancio lungo di Benoît Assou-Ekotto. Il 15 febbraio 2011, Lennon ha fornito l'assist decisivo a Peter Crouch nella vittoria per 1-0 il Milan a San Siro negli ottavi di finale di UEFA Champions League. Segna il suo primo gol nella stagione 2011-2012 all'undicesima giornata di Premier League contro il Fulham che gli spurs battono per 3-1 agganciando così il Chelsea.

#### Everton
Il 2 febbraio 2015 si trasferisce all'Everton con la formula del prestito. Totalizza 14 presenze in campionato condite da 2 goal, tuttavia al termine della stagione il trasferimento diviene definitivo firmando un contratto triennale. Il 30 aprile 2017, viene fermato nei pressi dell'autostrada dalla polizia di Salford, a cui era giunta una segnalazione della presenza di un'automobile con all'interno un uomo in evidente stato confusionale, successivamente viene ricoverato ed è soggetto ad una cura per una malattia legata allo stress.

#### Burnley e Kayserispor
Il 23 gennaio 2018 viene ceduto al Burnley dove firma un contratto fino al giugno 2020. Il 22 settembre dello stesso anno realizza la sua prima rete con il nuovo club, mettendo a segno il goal del 2-0 nel sesto turno della Premier League contro il Bournemouth.
Il 3 settembre 2020 viene acquistato dai turchi del Kayserispor. Il 17 luglio 2021 rescinde il proprio contratto col club turco.
Il 25 agosto 2021 fa ritorno al Burnley.
Il 1 gennaio 2023 diventa un nuovo calciatore dell'Adana Demirspor a parametro zero.

### Nazionale
Lennon è stato convocato per la prima volta in nazionale Under-21 nell'ottobre 2005 ed ha debuttato il 7 ottobre seguente, contro l'Austria under 21. Il suo passaggio dall'Under-21 alla nazionale A è stato molto rapido in quanto nel maggio 2006 — all'età di 19 anni — è stato inserito nella rosa dei convocati per il Mondiale 2006, pur non avendo ancora debuttato nella selezione maggiore. Ha esordito poco tempo dopo, il 3 giugno all'Old Trafford, nell'amichevole vinta 6-0 sulla Giamaica. Nella rassegna iridata del 2006 ha disputato 3 partite su 5, compresi gli ottavi di finale vinti contro l'Ecuador e i quarti di finale persi ai calci di rigore contro il Portogallo. Ha preso parte anche al Mondiale 2010 in cui ha disputato 2 partite su 4, entrambe nella fase a gironi, mentre non ha giocato in occasione degli ottavi di finale persi contro la Germania.

## Statistiche

### Presenze e reti nei club
Statistiche aggiornate al 22 maggio 2022.
| Stagione         | Squadra          | Campionato       | Campionato | Campionato | Coppe nazionali | Coppe nazionali | Coppe nazionali | Coppe continentali | Coppe continentali | Coppe continentali | Altre coppe | Altre coppe | Altre coppe | Totale | Totale |
| Stagione         | Squadra          | Comp             | Pres       | Reti       | Comp            | Pres            | Reti            | Comp               | Pres               | Reti               | Comp        | Pres        | Reti        | Pres   | Reti   |
| ---------------- | ---------------- | ---------------- | ---------- | ---------- | --------------- | --------------- | --------------- | ------------------ | ------------------ | ------------------ | ----------- | ----------- | ----------- | ------ | ------ |
| 2003-2004        | Leeds Utd        | PL               | 11         | 0          | FACup+CdL       | 1+2             | 0               | -                  | -                  | -                  | -           | -           | -           | 14     | 0      |
| 2004-2005        | Leeds Utd        | FLC              | 27         | 1          | FACup+CdL       | 1+1             | 0               | -                  | -                  | -                  | -           | -           | -           | 29     | 1      |
| Totale Leeds     | Totale Leeds     | Totale Leeds     | 38         | 1          |                 | 5               | 0               |                    | -                  | -                  |             | -           | -           | 43     | 1      |
| 2005-2006        | Tottenham        | PL               | 27         | 2          | FACup+CdL       | 1+1             | 0               | -                  | -                  | -                  | -           | -           | -           | 29     | 2      |
| 2006-2007        | Tottenham        | PL               | 26         | 3          | FACup+CdL       | 6+3             | 1+0             | CU                 | 8                  | 1                  | -           | -           | -           | 43     | 5      |
| 2007-2008        | Tottenham        | PL               | 29         | 2          | FACup+CdL       | 3+6             | 0+1             | CU                 | 9                  | 0                  | -           | -           | -           | 47     | 3      |
| 2008-2009        | Tottenham        | PL               | 35         | 5          | FACup+CdL       | 1+5             | 0               | CU                 | 6                  | 0                  | -           | -           | -           | 47     | 5      |
| 2009-2010        | Tottenham        | PL               | 22         | 3          | FACup+CdL       | 0+2             | 0               | -                  | -                  | -                  | -           | -           | -           | 24     | 3      |
| 2010-2011        | Tottenham        | PL               | 34         | 3          | FACup+CdL       | 1+1             | 0               | UCL                | 10                 | 0                  | -           | -           | -           | 46     | 3      |
| 2011-2012        | Tottenham        | PL               | 23         | 3          | FACup+CdL       | 5+0             | 0               | UEL                | 4                  | 1                  | -           | -           | -           | 32     | 4      |
| 2012-2013        | Tottenham        | PL               | 34         | 4          | FACup+CdL       | 1+0             | 0               | UEL                | 11                 | 0                  | -           | -           | -           | 46     | 4      |
| 2013-2014        | Tottenham        | PL               | 27         | 1          | FACup+CdL       | 1+1             | 0               | UEL                | 4                  | 0                  | -           | -           | -           | 33     | 1      |
| 2014-gen. 2015   | Tottenham        | PL               | 9          | 0          | FACup+CdL       | 0+2             | 0               | UEL                | 6                  | 0                  | -           | -           | -           | 17     | 0      |
| Totale Tottenham | Totale Tottenham | Totale Tottenham | 266        | 26         |                 | 40              | 2               |                    | 58                 | 2                  |             | -           | -           | 364    | 30     |
| gen.-giu. 2015   | Everton          | PL               | 14         | 2          | FACup+CdL       | 0               | 0               | UEL                | 0                  | 0                  | -           | -           | -           | 14     | 2      |
| 2015-2016        | Everton          | PL               | 25         | 5          | FACup+CdL       | 5+1             | 1+0             | -                  | -                  | -                  | -           | -           | -           | 31     | 6      |
| 2016-2017        | Everton          | PL               | 11         | 0          | FACup+CdL       | 0+2             | 1               | -                  | -                  | -                  | -           | -           | -           | 13     | 1      |
| 2017-gen. 2018   | Everton          | PL               | 15         | 0          | FACup+CdL       | 0+2             | 0               | UEL                | 2                  | 0                  | -           | -           | -           | 19     | 0      |
| Totale Everton   | Totale Everton   | Totale Everton   | 65         | 7          |                 | 10              | 2               |                    | 2                  | 0                  |             | -           | -           | 77     | 9      |
| gen.-giu. 2018   | Burnley          | PL               | 14         | 0          | FACup+CdL       | 0               | 0               | -                  | -                  | -                  | -           | -           | -           | 14     | 0      |
| 2018-2019        | Burnley          | PL               | 16         | 1          | FACup+CdL       | 0               | 0               | UEL                | 6                  | 0                  | -           | -           | -           | 22     | 1      |
| 2019-2020        | Burnley          | PL               | 16         | 0          | FACup+CdL       | 2+1             | 0               | -                  | -                  | -                  | -           | -           | -           | 19     | 0      |
| 2020-2021        | Kayserispor      | SL               | 36         | 0          | CT              | 0               | 0               | -                  | -                  | -                  | -           | -           | -           | 36     | 0      |
| 2021-2022        | Burnley          | PL               | 28         | 2          | FACup+CdL       | 1+3             | 0+0             | -                  | -                  | -                  | -           | -           | -           | 32     | 2      |
| Totale Burnley   | Totale Burnley   | Totale Burnley   | 74         | 3          |                 | 7               | 0               |                    | 6                  | 0                  |             | -           | -           | 87     | 3      |
| Totale carriera  | Totale carriera  | Totale carriera  | 479        | 37         |                 | 62              | 4               |                    | 66                 | 2                  |             | -           | -           | 607    | 43     |

### Cronologia presenze e reti in nazionale
| Cronologia completa delle presenze e delle reti in nazionale ― Inghilterra | Cronologia completa delle presenze e delle reti in nazionale ― Inghilterra | Cronologia completa delle presenze e delle reti in nazionale ― Inghilterra | Cronologia completa delle presenze e delle reti in nazionale ― Inghilterra | Cronologia completa delle presenze e delle reti in nazionale ― Inghilterra | Cronologia completa delle presenze e delle reti in nazionale ― Inghilterra | Cronologia completa delle presenze e delle reti in nazionale ― Inghilterra | Cronologia completa delle presenze e delle reti in nazionale ― Inghilterra |
| Data                                                                       | Città                                                                      | In casa                                                                    | Risultato                                                                  | Ospiti                                                                     | Competizione                                                               | Reti                                                                       | Note                                                                       |
| -------------------------------------------------------------------------- | -------------------------------------------------------------------------- | -------------------------------------------------------------------------- | -------------------------------------------------------------------------- | -------------------------------------------------------------------------- | -------------------------------------------------------------------------- | -------------------------------------------------------------------------- | -------------------------------------------------------------------------- |
| 3-6-2006                                                                   | Manchester                                                                 | Inghilterra                                                                | 6 – 0                                                                      | Giamaica                                                                   | Amichevole                                                                 | -                                                                          | 69’                                                                        |
| 15-6-2006                                                                  | Norimberga                                                                 | Inghilterra                                                                | 2 – 0                                                                      | Trinidad e Tobago                                                          | Mondiali 2006 - 1º turno                                                   | -                                                                          | 58’                                                                        |
| 25-6-2006                                                                  | Stoccarda                                                                  | Inghilterra                                                                | 1 – 0                                                                      | Ecuador                                                                    | Mondiali 2006 - Ottavi di finale                                           | -                                                                          | 87’                                                                        |
| 1-7-2006                                                                   | Gelsenkirchen                                                              | Inghilterra                                                                | 0 – 0 dts (1 – 3 dtr)                                                      | Portogallo                                                                 | Mondiali 2006 - Quarti di finale                                           | -                                                                          | 52’ 119’                                                                   |
| 16-8-2006                                                                  | Manchester                                                                 | Inghilterra                                                                | 4 – 0                                                                      | Grecia                                                                     | Amichevole                                                                 | -                                                                          | 69’                                                                        |
| 2-9-2006                                                                   | Manchester                                                                 | Inghilterra                                                                | 5 – 0                                                                      | Andorra                                                                    | Qual. Euro 2008                                                            | -                                                                          | 65’                                                                        |
| 6-9-2006                                                                   | Skopje                                                                     | Macedonia                                                                  | 0 – 1                                                                      | Inghilterra                                                                | Qual. Euro 2008                                                            | -                                                                          | 85’                                                                        |
| 24-3-2007                                                                  | Tel Aviv                                                                   | Israele                                                                    | 0 – 0                                                                      | Inghilterra                                                                | Qual. Euro 2008                                                            | -                                                                          | 83’                                                                        |
| 28-3-2007                                                                  | Barcellona                                                                 | Andorra                                                                    | 0 – 3                                                                      | Inghilterra                                                                | Qual. Euro 2008                                                            | -                                                                          |                                                                            |
| 28-3-2009                                                                  | Londra                                                                     | Inghilterra                                                                | 4 – 0                                                                      | Slovacchia                                                                 | Amichevole                                                                 | -                                                                          | 46’                                                                        |
| 1-4-2009                                                                   | Londra                                                                     | Inghilterra                                                                | 2 – 1                                                                      | Ucraina                                                                    | Qual. Mondiali 2010                                                        | -                                                                          | 57’                                                                        |
| 5-9-2009                                                                   | Londra                                                                     | Inghilterra                                                                | 2 – 1                                                                      | Slovenia                                                                   | Amichevole                                                                 | -                                                                          | 46’                                                                        |
| 9-9-2009                                                                   | Londra                                                                     | Inghilterra                                                                | 5 – 1                                                                      | Croazia                                                                    | Qual. Mondiali 2010                                                        | -                                                                          | 81’                                                                        |
| 10-10-2009                                                                 | Dnipropetrovs'k                                                            | Ucraina                                                                    | 1 – 0                                                                      | Inghilterra                                                                | Qual. Mondiali 2010                                                        | -                                                                          | 12’                                                                        |
| 14-10-2009                                                                 | Londra                                                                     | Inghilterra                                                                | 3 – 0                                                                      | Bielorussia                                                                | Qual. Mondiali 2010                                                        | -                                                                          | 58’                                                                        |
| 24-5-2010                                                                  | Londra                                                                     | Inghilterra                                                                | 3 – 1                                                                      | Messico                                                                    | Amichevole                                                                 | -                                                                          | 76’                                                                        |
| 30-5-2010                                                                  | Graz                                                                       | Inghilterra                                                                | 2 – 1                                                                      | Giappone                                                                   | Amichevole                                                                 | -                                                                          | 77’                                                                        |
| 12-6-2010                                                                  | Rustenburg                                                                 | Inghilterra                                                                | 1 – 1                                                                      | Stati Uniti                                                                | Mondiali 2010 - 1º turno                                                   | -                                                                          |                                                                            |
| 18-6-2010                                                                  | Città del Capo                                                             | Inghilterra                                                                | 0 – 0                                                                      | Algeria                                                                    | Mondiali 2010 - 1º turno                                                   | -                                                                          | 63’                                                                        |
| 12-10-2012                                                                 | Londra                                                                     | Inghilterra                                                                | 5 – 0                                                                      | San Marino                                                                 | Qual. Mondiali 2014                                                        | -                                                                          | 10’                                                                        |
| 6-2-2013                                                                   | Londra                                                                     | Inghilterra                                                                | 2 – 1                                                                      | Brasile                                                                    | Amichevole                                                                 | -                                                                          | 75’                                                                        |
| Totale                                                                     |                                                                            | Presenze                                                                   | 21                                                                         |                                                                            | Reti                                                                       | 0                                                                          |                                                                            |

## Palmarès

### Club

#### Competizioni nazionali
- Coppa di Lega inglese: 1

Tottenham: 2007-2008